# Tain-l'Hermitage
Tain-l'Hermitage là một xã thuộc tỉnh Drôme trong vùng Auvergne-Rhône-Alpes đông nam nước Pháp.

## Xã kết nghĩa

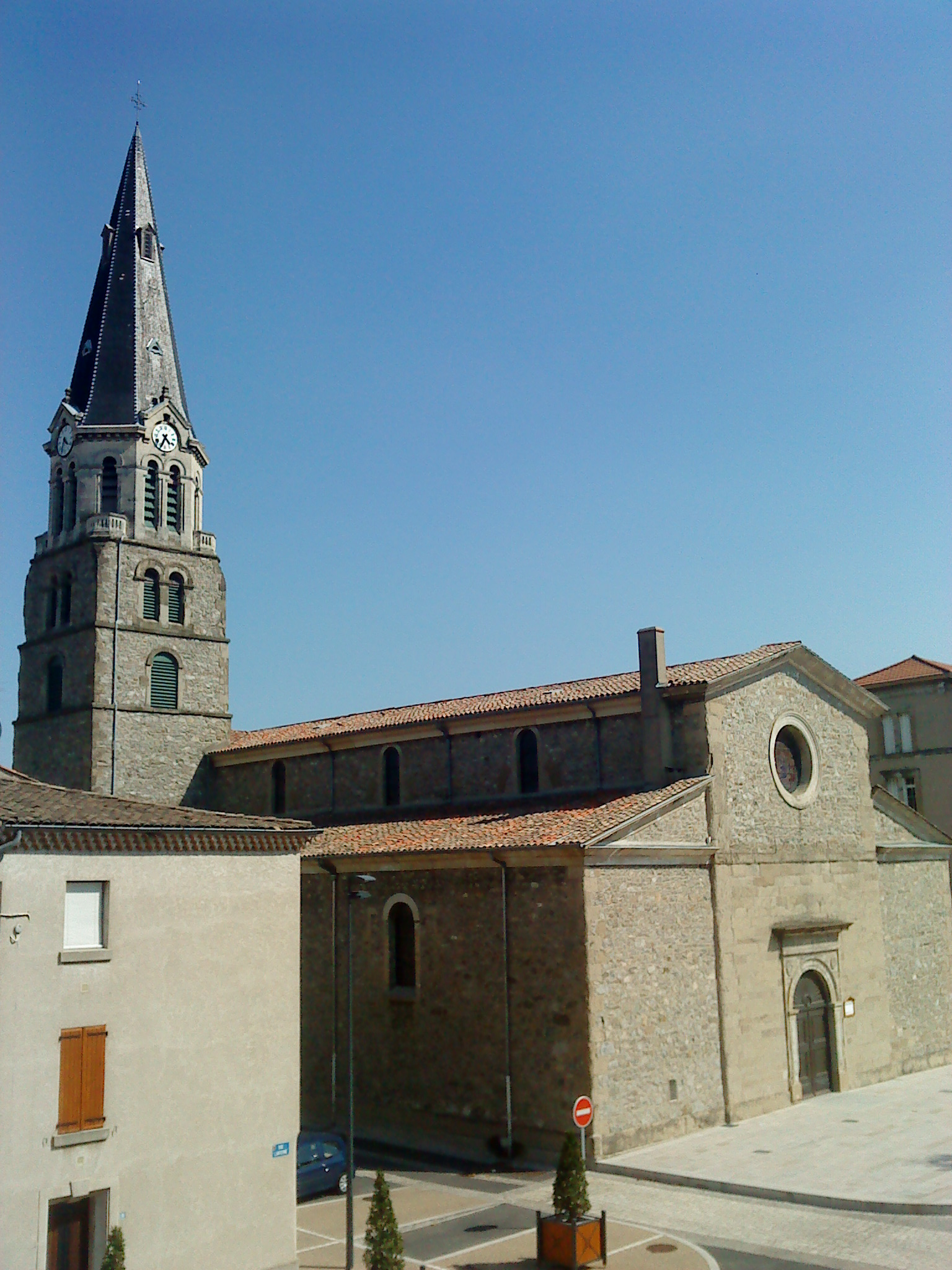
Church of St. Vincent

- Fellbach, Đức
- Erba, Ý